# Rich the Kid
Димитри Лесли Роджер (англ. Dimitri Leslie Rogger, род. 13 июля 1992, Куинс, Нью-Йорк), более известный под сценическим псевдонимом Rich the Kid (стилизовано как Rich The Kid) — американский рэпер, певец, автор песен, продюсер, исполнитель и актёр. 9 июня 2017 года Димитри объявил, что он подписал контракт с лейблом Interscope Records. Его дебютный альбом The World Is Yours был выпущен 30 марта 2018 года.

## Биография

### Ранние годы
Димитрий Лесли Роджер родился в Куинсе, Нью-Йорке. Он гаитянского происхождения и свободно разговаривает на гаитянском креольском языке. После развода его родителей, Роджер переехал со своей матерью в Вудсток (Джорджия), в пригород в 30 минутах к северу Атланты, когда ему было 13 лет. Роджер вырос слушая Nas, Jay-Z, 2Pac, The Notorious B.I.G. и 50 Cent, но после переезда в Вудсток начал слушать T.I. и Young Jeezy. Его первым рэп-псевдонимом был Black Boy The Kid, но позже поменял его на Rich The Kid. Он учился в Elmont Memorial Junior, старшей средней школе в Элмонте (Нью-Йорк)

### Карьера
В 2013 году выпустил свой дебютный сольный микстейп Been About the Benjamins, а позднее, в этом же году выпустил совместную серию микстейпов с Migos под названием Streets On Lock (1 и 2 части), третья часть которого вышла в 2014 году. Его второй сольный микстейп под названием Feels Good 2 Be Rich был выпущен в августе 2014 года, при участии таких исполнителей, как Young Thug, Rockie Fresh, Kirko Bangz, Yo Gotti и RiFF RaFF. В ноябре 2014 году Rich The Kid выпустил сингл «On My Way» при участии GS9, Bobby Shmurda и Rowdy Rebel

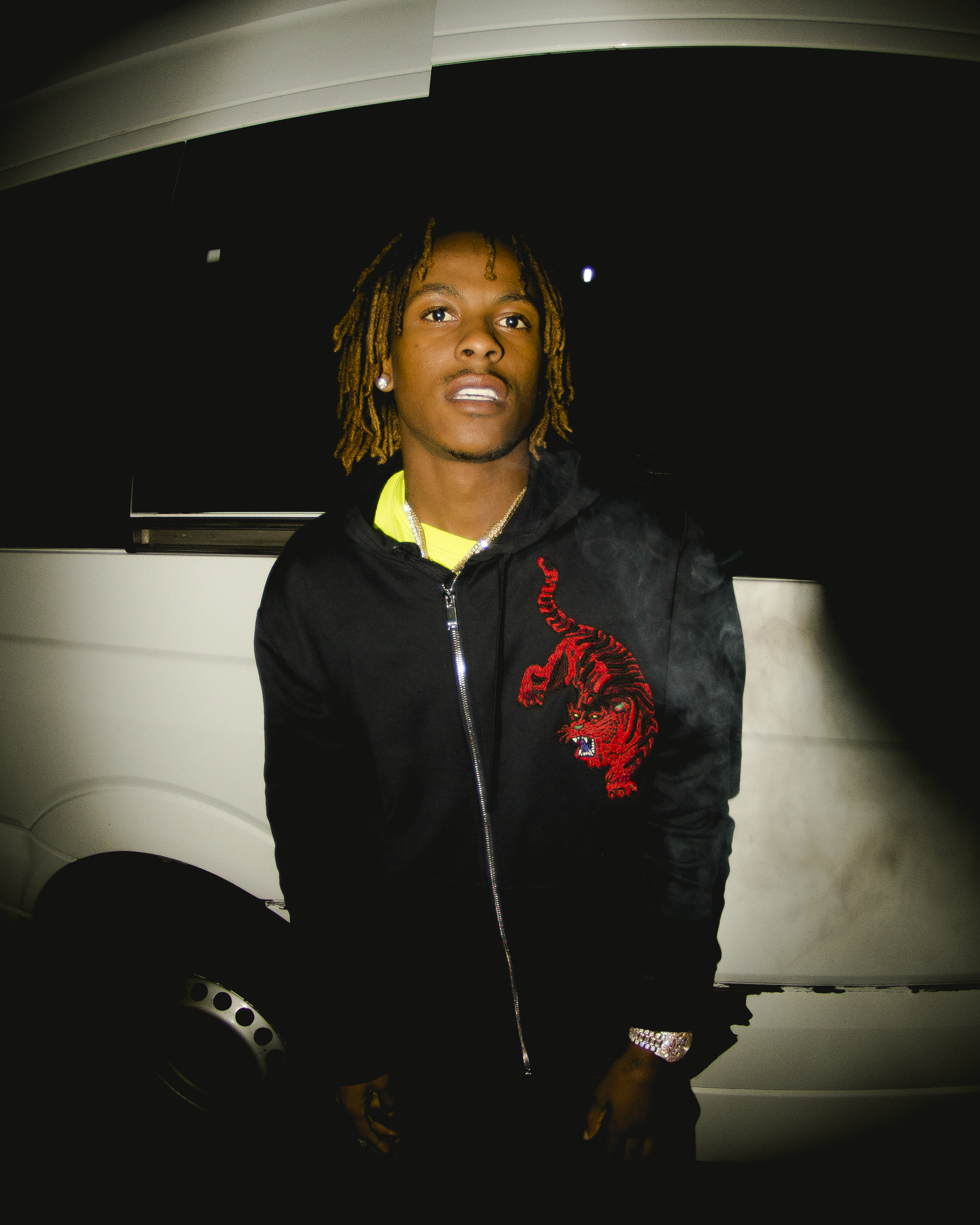
Rich the kid после выступления в Одессе

Первым релизом Rich The Kid в 2015 году был совместный микстейп с Migos Still On Lock. В августе 2015 года выпустил 14-трековый микстейп Flexxin on Purpose с гостевыми куплетами от Fetty Wap, Ty Dolla $ign, Rich Homie Quan, Young Dolph, 2 Chainz и Peewee Longway. Rich The Kid и ILoveMakonnen выпустили совместный микстейп Whip It в день благодарения 26 ноября 2015 года, с гостевыми куплетами от Rome Fortune, Migos, T-Wayne и Key!. В следующем месяце был выпущен микстейп Dabbin' Fever в канун рождества, с гостевыми куплетами от Wiz Khalifa, Curren$y, Kodak Black и Migos. Он выпустил микстейп Trap Talk в апреле 2016 году с гостевыми куплетами от PartyNextDoor, Ty Dolla $ign, Migos и 21 Savage. В мае 2017 года принял участие в записи сингла Diplo «Bankroll», в котором также поучаствовали Rich Brian и Young Thug

9 июня 2017 года, Rich The Kid объявил, что подписал контракт с Interscope Records. В интервью XXL исполнитель рассказал почему он подписался на Intetscope:
«Я разговаривал с представителями разных лейблов: Columbia, RCA, Epic. Я не стал подписываться на Epic даже когда L.A. Reid предложил мне сумасшедшую сделку. Мэнни Смит (старший вице-президент A&R в Interscope) и главный исполнительный директор Interscope Джон Яник понимают меня и моё видение для себя, а также для моего лейбла. Interscope дал мне возможность полностью овладеть игрой, и это то, что я собираюсь сделать»
Rich The Kid выпустил сингл «New Freezer» при участии Kendrick Lamar 26 сентября 2017 года. Сингл получил платиновый статус 27 марта 2018 года и сертификацию от RIAA за миллион проданных копий. Его дебютный студийный альбом был выпущен 30 марта 2018 года с гостевыми куплетами от Lil Wayne, Kendrick Lamar, Chris Brown и других.

## Дискография

### Студийные альбомы
| Название             | Данные | Пиковые позиции | Пиковые позиции | Пиковые позиции | Пиковые позиции | Пиковые позиции | Пиковые позиции | Пиковые позиции | Сертификация                  |
| Название             | Данные | US              | CAN             | DEN             | NZ              | SWE             | SWI             | UK              | Сертификация                  |
| -------------------- | --- | --------------- | --------------- | --------------- | --------------- | --------------- | --------------- | --------------- | ----------------------------- |
| The World Is Yours   | - Дата релиза: 30 марта 2018 года - Лейблы: Rich Forever, Interscope - Формат: цифровое скачивание, стриминг | 2               | 3               | 20              | 20              | 27              | 21              | 25              | - RIAA: Золотая - MC: Золотая |
| The World Is Yours 2 | - Дата релиз: 22 марта 2019 - Лейблы: Rich Forever, Interscope - Формат: цифровое скачивание, стриминг, CD   | —               | —               | —               | —               | —               | —               | —               |                               |
| Boss Man             | - Выпущен: 13 марта 2020 - Лейблы: Universal, Republic - Форматы: Цифровая загрузка, стриминг, CD            | 24              | 17              | 14              | —               | 28              | —               |                 |                               |

### Микстейпы
| Название                 | Данные |
| ------------------------ | --- |
| Been About the Benjamins | - Дата релиза: 1 марта 2013 года - Лейблы: Rich Forever Music - Формат: цифровое скачивание                           |
| Feels Good to Be Rich    | - Дата релиза: 14 августа 2014 года - Лейблы: Rich Forever Music, Quality Control Music - Формат: цифровое скачивание |
| Rich Than Famous         | - Дата релиза: 25 декабря 2014 года - Лейблы: Rich Forever Music, Quality Control Music - Формат: цифровое скачивание |
| Flexin' On Purpose       | - Дата релиза: 31 августа 2015 года - Лейблы: Rich Forever Music, Quality Control Music - Формат: цифровое скачивание |
| Dabbin' Fever            | - Дата релиза: 24 декабря 2015 года - Лейблы: Rich Forever Music, Quality Control Music - Формат: цифровое скачивание |
| Trap Talk                | - Дата релиза: 19 апреля 2016 года - Лейблы: Rich Forever Music, Quality Control Music - Формат: цифровое скачивание  |
| Keep Flexin'             | - Дата релиза: 31 октября 2016 года - Лейблы: Rich Forever Music, Quality Control Music - Формат: цифровое скачивание |

### Совместные микстейпы
| Title                                                                  | Mixtape details |
| ---------------------------------------------------------------------- | --- |
| Streets On Lock (совместно с Migos)                                    | - Дата релиза: 3 августа 2013 года - При поддержке Cory B, DJ Ray G & DJ Victoriouz - Лейблы: Rich Forever Music, Migo Gang Ent - Формат: цифровое скачивание          |
| Streets On Lock 2 (совместно с Migos)                                  | - Дата релиза: 1 октября 2013 года - При поддержке DJ Ray G & DJ Victoriouz - Лейблы: Rich Forever Music, Quality Control Music - Формат: цифровое скачивание          |
| Solid Foundation (совместно с Quality Control)                         | - 2 февраля 2014 года - При поддержке DJ Drama - Лейблы: Quality Control - Формат: цифровое скачивание                                                                 |
| Streets On Lock 3 (совместно с Migos)                                  | - Дата релиза: 20 апреля 2014 года - При поддержке Trap-A-Holics, DJ Ray G, DJ Lil Keem & DJ Kash - Лейблы Rich Forever, Quality Control - Формат: цифровое скачивание |
| Still On Lock (совместно с Migos)                                      | - Дата релиза: 19 мая 2015 года - Лейблы: YRN The Label, Rich Forever Music, Quality Control Music - Формат: цифровое скачивание                                       |
| Streets On Lock 4 (совместно с Migos)                                  | - Дата релиза: 22 октября 2015 года - При поддержке DJ Durel - Лейблы: YRN The Label, Rich Forever Music, Quality Control Music - Формат: цифровое скачивание          |
| Whip It (совместно с ILoveMakonnen)                                    | - Дата релиза: 26 ноября 2015 года - Лейблы: OVO Sound, Rich Forever Music, Quality Control Music - Формат: цифровое скачивание                                        |
| Rich Forever Music совместно с Famous Dex и J$tash)                    | - Дата релиза: 4 апреля 2016 года - Лейблы: Rich Forever Music, DDB Ent, Quality Control Music - Формат: цифровое скачивание                                           |
| Rich Forever 2 (совместно с Famous Dex и Jay Critch)                   | - Дата релиза: 4 июля 2016 года - Лейблы: Rich Forever Music, DDB Ent, Quality Control Music - Формат: цифровое скачивание                                             |
| The Rich Forever Way (совместно с Famous Dex и Jay Critch)             | - Дата релиза: 17 марта 2017 года - Лейблы: Rich Forever Music, DDB Ent, Quality Control Music - Формат: цифровое скачивание                                           |
| Rich Forever 3 (совместно с Famous Dex и Jay Critch)                   | - Дата релиза: 26 июня 2017 года - Лейблы: Rich Forever Music, 300 - Формат: цифровое скачивание, стриминг                                                             |
| Rich Forever 4 (совместно с Famous Dex, Jay Critch и YBN Almighty Jay) | - Дата релиза: TBA - Label: Rich Forever Music, Interscope - Формат: цифровое скачивание, стриминг                                                                     |

### Синглы

#### В качестве ведущего исполнителя
| Название                                   | Год  | Высшая позиция в чартах | Высшая позиция в чартах | Высшая позиция в чартах | Высшая позиция в чартах | Высшая позиция в чартах | Высшая позиция в чартах | Высшая позиция в чартах | Высшая позиция в чартах | Сертификации     | Альбом             |
| Название                                   | Год  | US                      | US R&B /HH              | AUS                     | CAN                     | GER                     | NZ                      | SWI                     | UK                      | Сертификации     | Альбом             |
| ------------------------------------------ | ---- | ----------------------- | ----------------------- | ----------------------- | ----------------------- | ----------------------- | ----------------------- | ----------------------- | ----------------------- | ---------------- | ------------------ |
| «Cookies & Sherbert»                       | 2017 | —                       | —                       | —                       | —                       | —                       | —                       | —                       | —                       |                  | Внеальбомный       |
| «New Freezer» (при участии Kendrick Lamar) | 2017 | 41                      | 20                      | —                       | 66                      | —                       | —                       | —                       | —                       | - RIAA: Platinum | The World Is Yours |
| «Plug Walk»                                | 2018 | 13                      | 8                       | 45                      | 13                      | 91                      | 20                      | 62                      | 53                      | - RIAA: Platinum | The World Is Yours |
| «Dead Friends»                             | 2018 | —                       | —                       | —                       | 98                      | —                       |                         |                         |                         |                  | The World Is Yours |

#### В качестве приглашённого исполнителя
| Название                                                     | Год  | Альбом       |
| ------------------------------------------------------------ | ---- | ------------ |
| «If I Ever» (Onative и Моргенштерн при участии Rich The Kid) | 2023 | Внеальбомный |